# Alexander Scourby
Alexander Scourby (* 13. November 1913 in Brooklyn, New York City; † 22. Februar 1985 in Newtown, Connecticut) war ein US-amerikanischer Schauspieler sowie Sprecher von Hörbüchern und Film- und Fernsehdokumentationen.

## Leben
Alexander Scourby wurde 1913 als Sohn griechischer Einwanderer in Brooklyn geboren und wuchs mit zwei Schwestern, Mary und Lula, auf. Er besuchte die örtliche Manual Training High School, wo er als Redakteur des Schulmagazins und Jahrbuchs in Erscheinung trat. Statt wie sein Vater Bäcker zu werden, entschied er sich daher auch, Journalismus an der West Virginia University in Morgantown zu studieren. Dort nahm er an einer Theateraufführung teil und entdeckte so seine Leidenschaft für die Schauspielerei. Der Tod seines Vaters veranlasste ihn ein Jahr später, nach New York zurückzukehren, wo er eine Ausbildung am Civic Repertory Theater in Manhattan begann. Im Jahr 1936 gab er in Leslie Howards Inszenierung von Shakespeares Hamlet sein Broadway-Debüt.
Ab 1937 sprach Scourby, der für seine präzise Aussprache und wohlklingende Stimme bekannt war, zahlreiche Hörbücher für Blinde auf ersten Langspielplatten ein. Daneben war er weiterhin in Shakespeare-Stücken auf der Bühne zu sehen und begann, beim Radio zu arbeiten. Beim Hörfunk war er unter anderem ein Jahr lang als Sprecher von André Kostelanetz’ musikalischem Programm zu hören. Während des Zweiten Weltkriegs machte er im Auftrag des United States Office of War Information Radiosendungen auf Englisch und Griechisch für das Ausland und trat mit John Gielgud in Dostojewskis Schuld und Sühne am National Theater in New York auf. Nach dem Krieg begründete er eine eigene Schauspieltruppe, die 1947 und 1948 Stücke in Greenwich Village aufführte. Auch am Broadway trat er weiterhin auf. Neben Shakespeare spielte er in Stücken von Jean-Paul Sartre, Federico García Lorca und George Bernard Shaw. Die New York Times lobte ihn 1951 für seine „exzellente Vorstellung“ neben Luther Adler und Uta Hagen in Iwan Turgenews Ein Monat auf dem Lande.
In den 1950er Jahren war Scourby in einer Reihe von Filmen als eleganter Bösewicht zu sehen, etwa in Affäre in Trinidad (1952) neben Rita Hayworth und Glenn Ford oder in Fritz Langs Film noir Heißes Eisen (1953) erneut an der Seite von Ford. Eine kleinere Nebenrolle hatte er auch in George Stevens’ Giganten (1956) neben Elizabeth Taylor und James Dean.
Im US-amerikanischen Fernsehen wurde er zu dieser Zeit ebenfalls aktiv. Für seine Arbeit als Sprecher von Fernsehdokumentationen, zu denen auch Sendungen der National Geographic Society zählten und von denen einige zu Klassikern (z. B. Victory at Sea) gerieten, wurde er von Variety als „die Stimme der Welt“ („the voice of the world“) bezeichnet. Auch für Fernsehwerbung war seine Stimme sehr gefragt. Fernsehserien, in denen er über die Jahre Gastauftritte hatte, waren unter anderem Abenteuer im wilden Westen (1959), Bonanza (1959), Twilight Zone (1960), Alfred Hitchcock präsentiert (1960), Gnadenlose Stadt (1963), Daniel Boone (1965) und Mannix (1975).
Scourby selbst lagen aber vor allem seine Hörbücher für Blinde am Herzen, von denen in 40 Jahren Hunderte insbesondere von klassischen Werken wie Homers Ilias und Tolstois Krieg und Frieden entstanden. In den Vereinigten Staaten erlangte er vor allem für seine Aufnahmen der kompletten King-James-Bibel Bekanntheit, die 1966 mit einer Laufzeit von rund 85 Stunden auf 169 Schallplatten von der American Bible Society veröffentlicht wurden und sich zum Bestseller entwickelten.
Von 1943 bis zu seinem Tod war Scourby mit der Schauspielerin Lori March (geb. von Eltz, 1923–2013) verheiratet, mit der er 1956 für den Film Menschenraub auch gemeinsam vor der Kamera stand. Aus der Ehe ging 1944 eine Tochter, Alexandra, hervor.
Alexander Scourby, der in seinen beiden letzten Lebensjahren Gastgeber von Live from the Met, einer Rediosendung der Metropolitan Opera, war und zuletzt in Boston eine Radioproduktion von Händels Oratorium Semele begleitete, starb 1985 im Alter von 71 Jahren in Newtown, Connecticut. Er wurde auf dem Friedhof der Church of the Transfiguration in Manhattan beigesetzt.

## Filmografie (Auswahl)
- 1950: With These Hands
- 1952: Affäre in Trinidad (Affair in Trinidad)
- 1952: Aus Liebe zu Dir (Because of You)
- 1952–1955: Omnibus (TV-Serie, drei Folgen)
- 1953: Feuerkopf von Wyoming (The Redhead from Wyoming)
- 1953: The Glory Brigade
- 1953: Heißes Eisen (The Big Heat)
- 1954: Der silberne Kelch (The Silver Chalice)
- 1954: Attila, der Hunnenkönig (Sign of the Pagan)
- 1954: The Shadow (TV-Film)
- 1955/1957: The Big Story (TV-Serie, zwei Folgen)
- 1956: Menschenraub (Ransom!)
- 1956: I Spy (TV-Serie, eine Folge)
- 1956: Giganten (Giant)
- 1957–1958: Climax! (TV-Serie, drei Folgen)
- 1958: Jakobowsky und der Oberst (Me and the Colonel)
- 1958: Shirley Temple’s Storybook (TV-Serie, zwei Folgen)
- 1958: The Walter Winchell File (TV-Serie, eine Folge)
- 1959: Der unheimliche Zotti (The Shaggy Dog)
- 1959: The Further Adventures of Ellery Queen (TV-Serie, eine Folge)
- 1959: Markham (TV-Serie, eine Folge)
- 1959: Der Fischer von Galiläa (The Big Fisherman)
- 1959: Tausend Meilen Staub (Rawhide) (TV-Serie, eine Folge)
- 1959: Abenteuer im wilden Westen (Dick Powell’s Zane Grey Theater) (TV-Serie, eine Folge)
- 1959: Josh (Wanted: Dead Or Alive) (TV-Serie, eine Folge)
- 1959: Philip Marlowe (TV-Serie, eine Folge)
- 1959: Bonanza (TV-Serie, eine Folge)
- 1959: Westlich von Santa Fé (The Rifleman) (TV-Serie, eine Folge)
- 1959: Johnny Staccato (TV-Serie, eine Folge)
- 1959: Nero Wolfe (TV-Serie, eine Folge)
- 1960: Twilight Zone (The Twilight Zone) (TV-Serie, eine Folge)
- 1960: Sieben Diebe (Seven Thieves)
- 1960: Geheimakte M (Man on a String)
- 1960: Alfred Hitchcock präsentiert (Alfred Hitchcock Presents) (TV-Serie, eine Folge)
- 1961: Asphaltdschungel (The Asphalt Jungle) (TV-Serie, eine Folge)
- 1961: Der Teufel kommt um vier (The Devil at 4 O’Clock)
- 1961: Cain’s Hundred (TV-Serie, eine Folge)
- 1962: Heute Abend Dick Powell (The Dick Powell Show) (TV-Serie, eine Folge)
- 1962/1963: Preston & Preston (The Defenders) (TV-Serie, eine Folge)
- 1963: Gnadenlose Stadt (Naked City) (TV-Serie, eine Folge)
- 1963/1964: Mr. Novak (TV-Serie, zwei Folgen)
- 1964: Another World (TV-Serie)
- 1964: Solo für O.N.C.E.L. (The Man from U.N.C.L.E.) (TV-Serie, eine Folge)
- 1964: Gauner gegen Gauner (The Rogues) (TV-Serie, eine Folge)
- 1965: Daniel Boone (TV-Serie, eine Folge)
- 1965: Der Gendarm vom Broadway (Le Gendarme à New York)
- 1969/1971: Dr. med. Marcus Welby (Marcus Welby, M.D.) (TV-Serie, zwei Folgen)
- 1970: Der Vollstrecker (The Executioner)
- 1970: All My Children (TV-Serie)
- 1971: Montserrat (TV-Film)
- 1973: Assignment: Vienna (TV-Serie, eine Folge)
- 1975: Mannix (TV-Serie, zwei Folgen)
- 1985: Stuff – Ein tödlicher Leckerbissen (The Stuff)